# イン・カジノ・アウト
『イン・カジノ・アウト』（In/Casino/Out）は、アメリカのポストハードコアバンド、アット・ザ・ドライヴインの第2作フル・アルバム。

## 収録曲
1. アルファ・センタウリ - Alpha Centauri (3:13)
2. チャンバラ - Chanbara (2:59)
3. フラフープ・ウーンズ - Hulahoop Wounds (3:24)
4. ナポレオン・ソロ - Napoleon Solo (4:48)
5. ピックポケット - Pickpocket (2:38)
6. フォー・ナウ・ウイ・トースト - For Now.. We Toast (3:02)
7. ア・デビル・アマング・ザ・テイラーズ - A Devil Among The Tailors (3:12)
8. シェイキング・ハンド・インシジョン - Shaking Hand Incision (3:36)
9. ロップサイディッド - Lopsided (4:41)
10. アワーグラス - Hourglass (3:25)
11. トランスアトランティック・フォー - Transatlantic Foe (3:37)
12. プロキシマス・センタウリ - Proxima Centauri ※日本盤ボーナス・トラック
13. ドアマンズ・プラセボ - Doorman's Placebo ※日本盤ボーナス・トラック